# Route nationale 493
Pour les articles homonymes, voir Route 493.
La route nationale 493, ou RN 493, est une ancienne route nationale française reliant Varennes-sur-Allier à Pont-du-Château.

## Historique

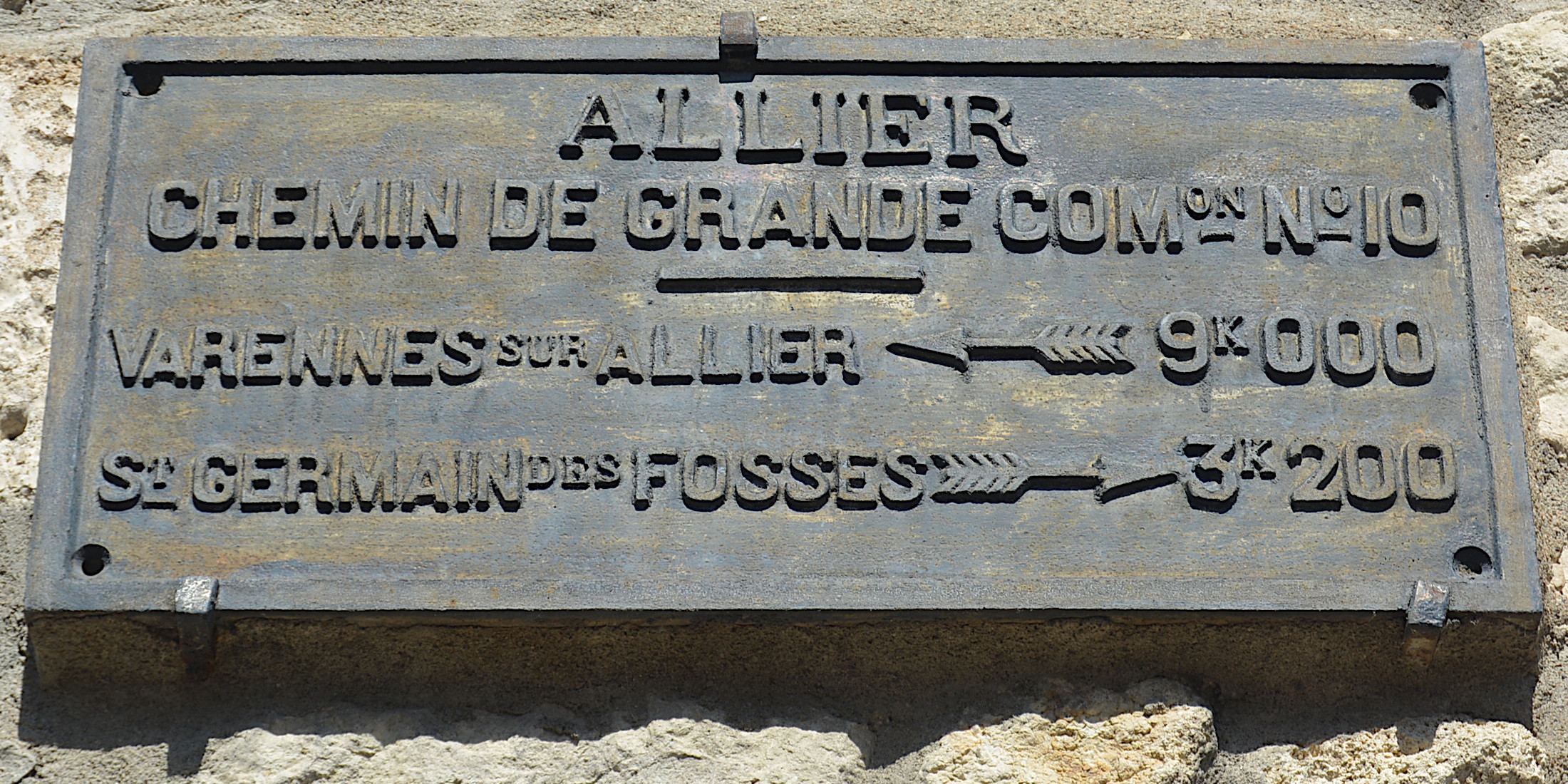
Plaque du chemin de grande communication no 10 à Billy.

La route nationale no 493 a été formée dans les années 1930 en reprenant des sections de chemins de grande communication :
- le chemin G.C. 10 dans l’Allier entre Varennes-sur-Allier et Randan (Puy-de-Dôme) par Créchy — devenue D 75, Billy, Saint-Germain-des-Fossés, Crépin (commune de Creuzier-le-Vieux), Cusset, Bellerive-sur-Allier, Les Sechauds (commune de Bellerive-sur-Allier), Le Bois Randenay (commune de Brugheas), Beauvezet (commune de Saint-Sylvestre-Pragoulin, Puy-de-Dôme) ;
- le chemin G.C. 23 dans le Puy-de-Dôme entre Randan et Maringues par Jussat (commune de Randan), Barnazat (commune de Saint-Denis-Combarnazat), Saint-Denis-Combarnazat ;
- le chemin G.C. 28 de Maringues à Pont-du-Château par Joze et Martres-d'Artières (nom original sur la carte).

En 1950, le tronçon de Creuzier-le-Neuf à Cusset est repris par la RN 106 à la suite d'une modification de tracé de cette dernière et de la création de la RN 106B.
Dans les années 1960, sont construites les déviations de Varennes-sur-Allier (RN 7 et RD 23) et Créchy ; celle de Saint-Germain-des-Fossés a ouvert en 1967. Les anciens tracés sont reversés au département de l'Allier.
La réforme de 1972 entraîne le déclassement de la RN 493 « entre son intersection avec la R.N. 9 a et la limite du département du Puy-de-Dôme », soit 7,945 km dans l'Allier et « sur toute sa longueur » dans le Puy-de-Dôme, soit 33,868 km, avec prise d'effet au 1er janvier 1973, : cette route devient la RD 1093. Cependant la section entre Varennes-sur-Allier et Cusset est reprise par la nouvelle RN 209 (celle-ci est déclassée entre Creuzier-le-Neuf et Cusset en 2006 et porte le numéro D 2209).

### Aménagements après le déclassement
Dans l'Allier, un carrefour giratoire a été construit en 2007 à la suite de la construction d'un groupe scolaire sur la commune de Brugheas et la limite de ville a été déplacée. Plus loin, a été construit un autre carrefour giratoire en 2015, au croisement du contournement sud-ouest.
Dans le Puy-de-Dôme, ont été mises en service les déviations de Maringues (1988 ; la pénétrante sud est devenue la RD 1093A) et de Pont-du-Château (1993 ; l'ancien tracé devient la RD 1093B, à nouveau modifié en 2009 : exploitation de carrière au sud des Martres-d'Artière).
Un aménagement cyclable a été réalisé entre Joze et Les Martres-d'Artière en 2008 et entre Joze et Maringues en 2013.

## Tracé

### Description de la route
La RN 493, juste avant son déclassement, se détachait de la RN 7 au droit d'un carrefour devenu giratoire dans les années 2000. Celle-ci entame une ligne droite légèrement courbée suivant la ligne de Moret - Veneux-les-Sablons à Lyon-Perrache. À l'origine, elle passait par Créchy ; ce tracé est repris en partie par la RD 75. La traversée de Billy est coupée en deux (deux rues à sens unique) et son contournement a été attendu depuis plus de quarante ans.
La route nationale passait également par Saint-Germain-des-Fossés. Déviée depuis 1967, sa traversée est désormais assurée par les routes départementales 173 et 77.
La RD 1093 commence à Bellerive-sur-Allier où elle se dissocie de la RN 9A (elle aussi devenue RN 209 puis RD 2209). Elle traverse l'avenue Fernand-Auberger comprenant une section limitée à 30 km/h avec aménagements de sécurité, puis les forêts de la Boucharde et, dans le département du Puy-de-Dôme, de Randan. Elle passe dans la Grande Limagne, où elle dessert les communes de Saint-Denis-Combarnazat, Maringues (contournée), Joze, Les Martres-d'Artière et finit à Pont-du-Château, avec la RD 2089 (ancienne RN 89).

### De Varennes-sur-Allier à Cusset
Les communes et lieux-dits traversés sont :
- Varennes-sur-Allier ;
- Créchy ;
- Billy ;
- Saint-Germain-des-Fossés (déviée) ;
- Creuzier-le-Neuf (tronc commun avec la RN 106 depuis 1950) ;
- Les Combes, commune de Creuzier-le-Neuf ;
- Cusset.

La route nationale 493 continuait en tronc commun avec la RN 106, puis avec la RN 9A après Vichy.

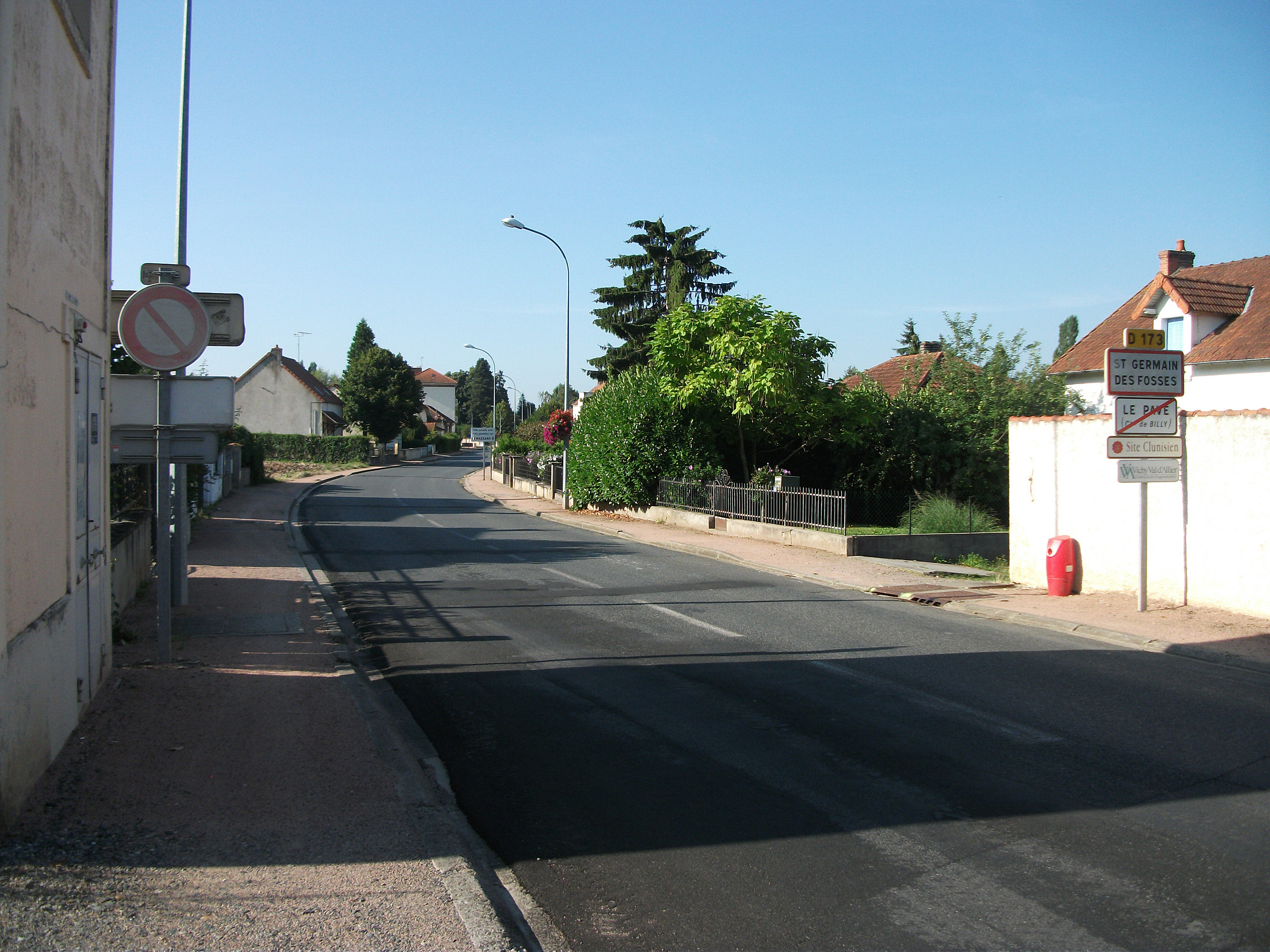
La RD 173, vue à l'entrée de Saint-Germain-des-Fossés, était un tronçon de la route nationale.

### De Bellerive-sur-Allier à Pont-du-Château
Les communes et lieux-dits traversés sont :
- Bellerive-sur-Allier ;
- Les Sechauds, commune de Bellerive-sur-Allier ;
- Le Bois Randenais, commune de Brugheas ;
- Beauvezet, commune de Saint-Sylvestre-Pragoulin ;
- Randan ;
- Jussat, commune de Randan ;
- Barnazat, commune de Saint-Denis-Combarnazat ;
- Saint-Denis-Combarnazat ;
- Maringues ;
- Joze ;
- Les Martres-d'Artière ;
- Pont-du-Château, où elle rencontrait la RN 89.

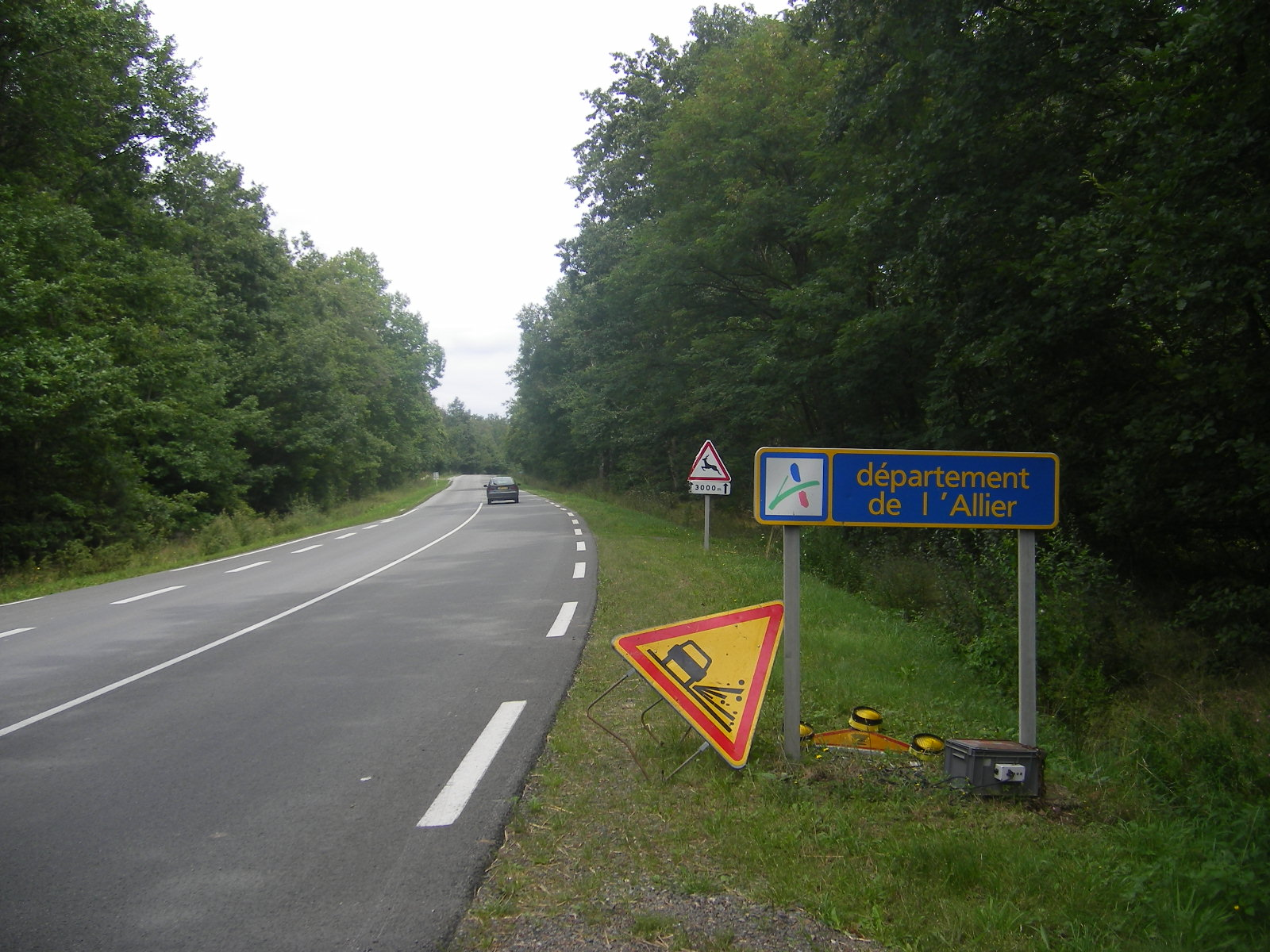
Traversée de la forêt de la Boucharde, à l'entrée du département de l'Allier (sens Randan vers Vichy).
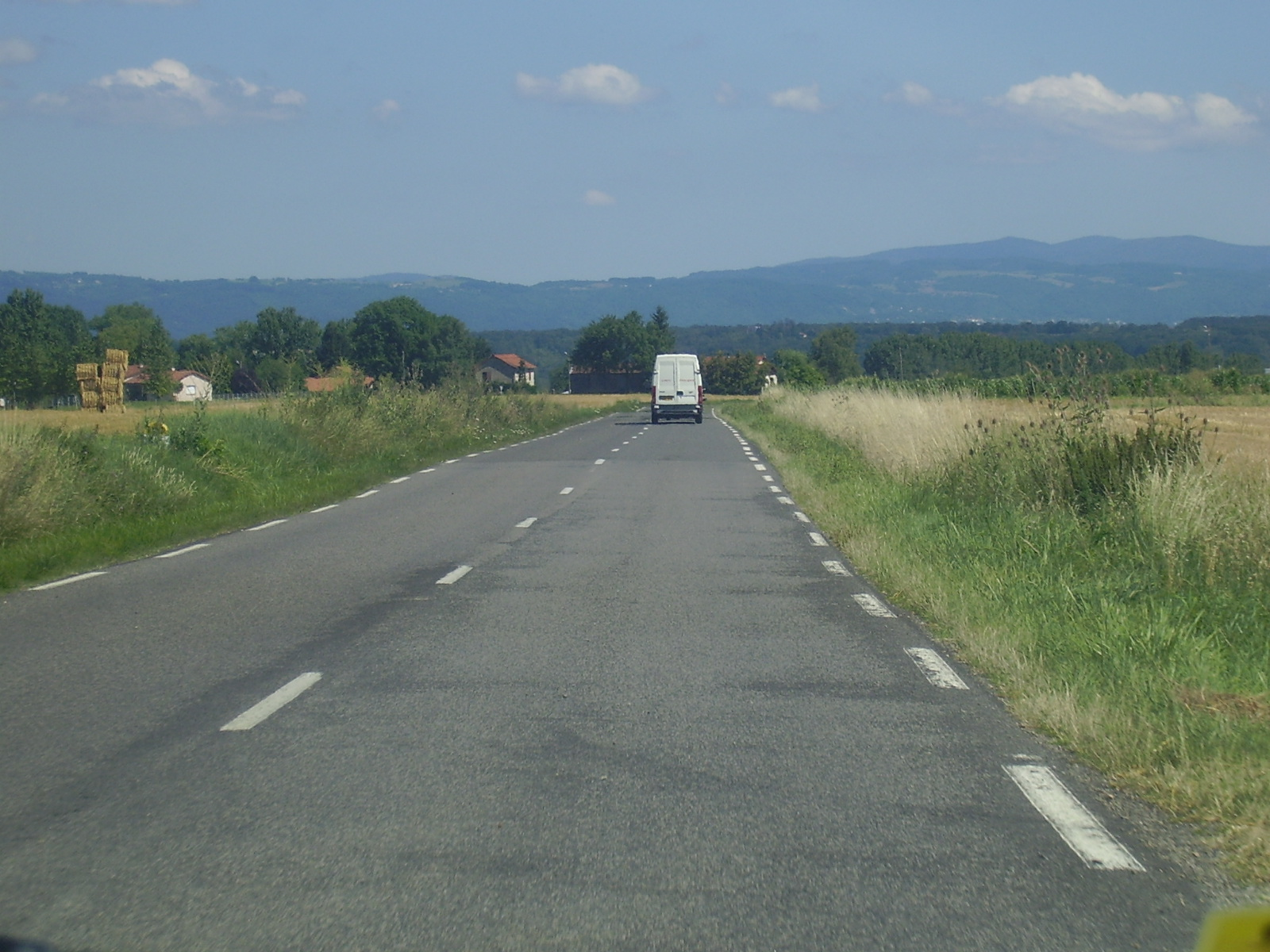
Entre Randan et Maringues (2009).
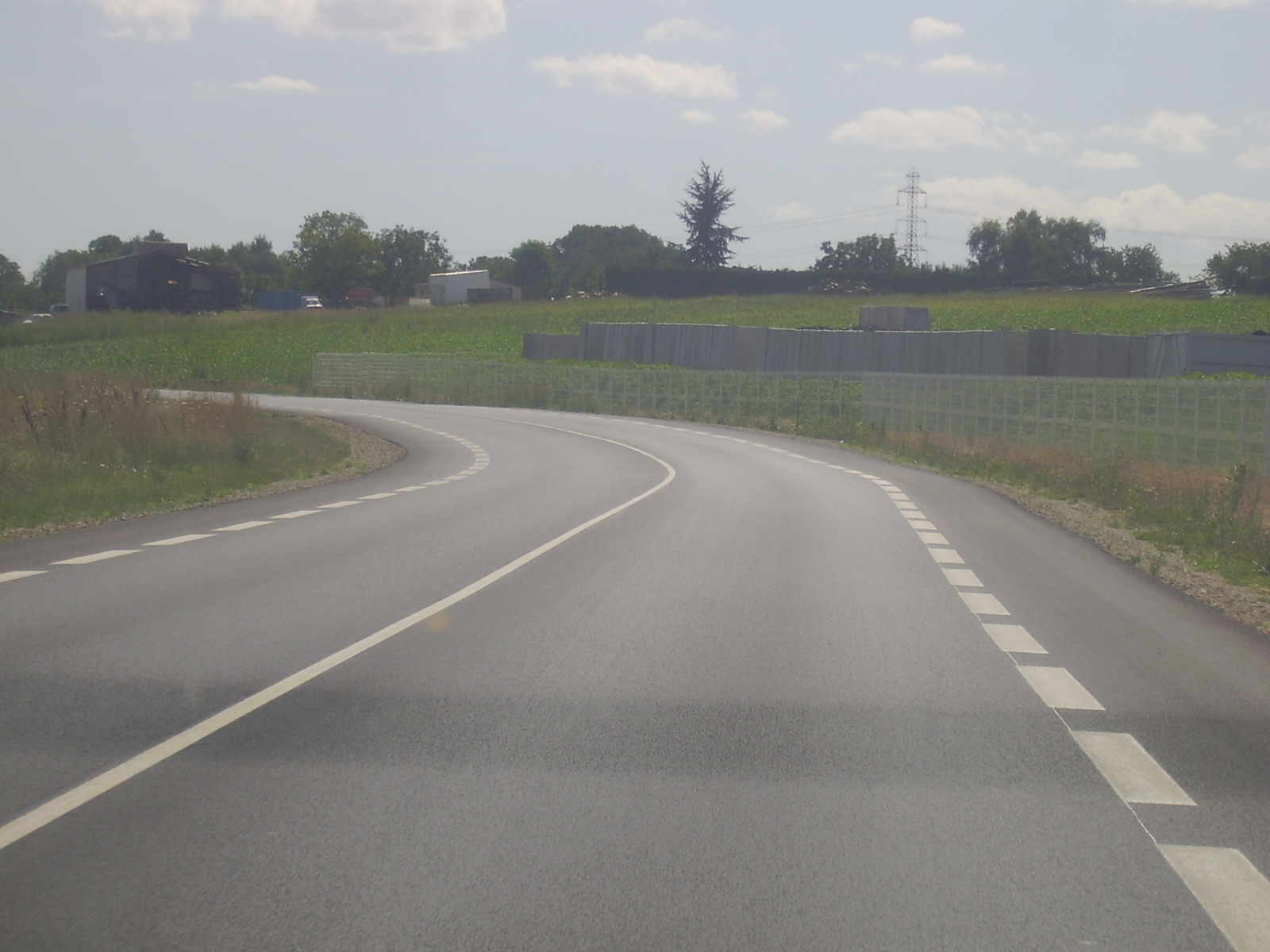
Entre Joze et les Martres-d'Artière (2009).
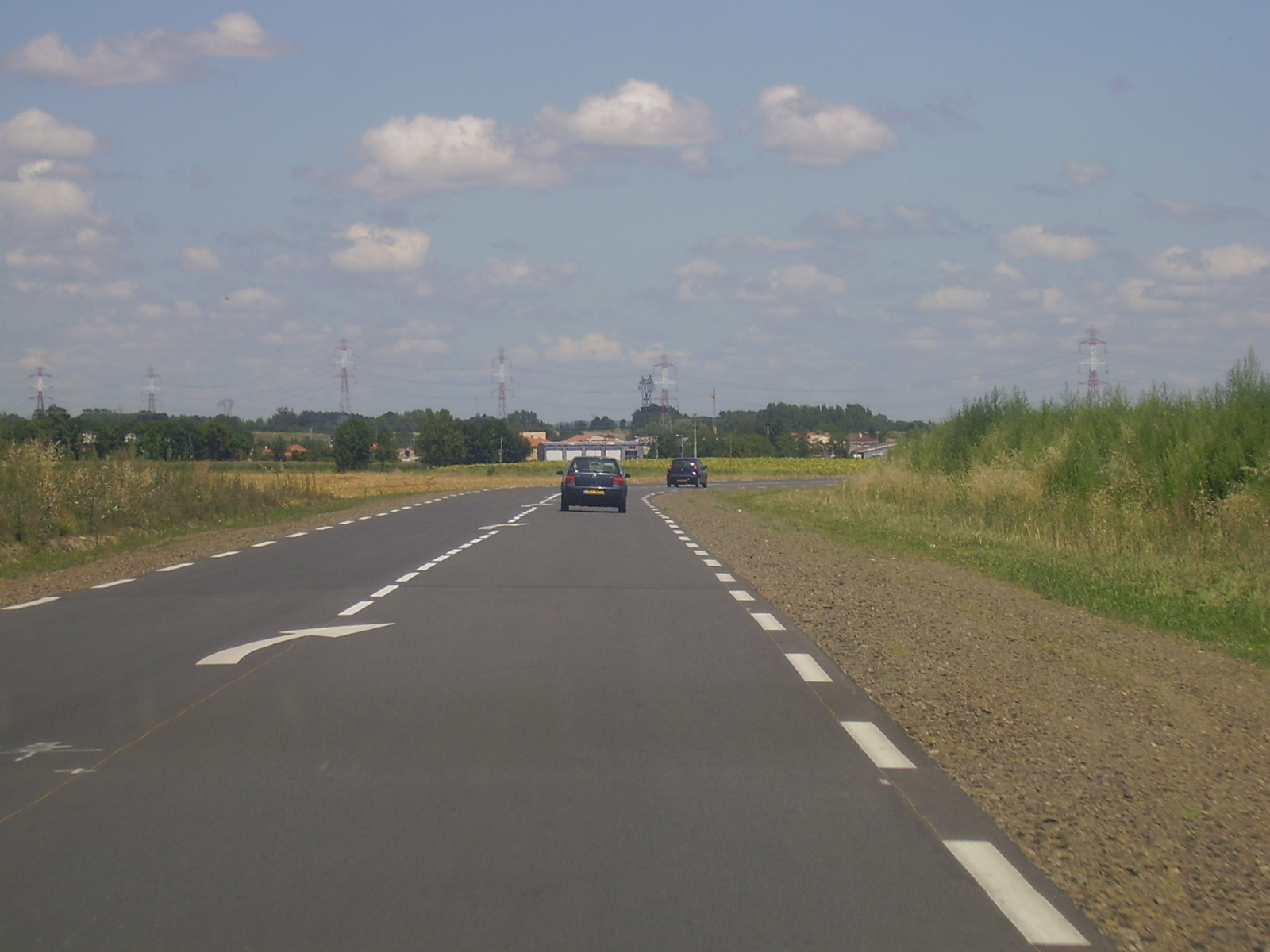
Entre Pont-du-Château et les Martres-d'Artière, sur un tracé rectifié vers Vichy (2009).

### Intersections
La route croise plusieurs départementales d'importance locale, telles que :
- dans le département de l'Allier :
  - à Bellerive-sur-Allier : la D 443,
  - à Brugheas : les D 117 et D 221 ;
- dans le département du Puy-de-Dôme :
  - à Randan : les D 223 (vers Bas-et-Lezat et Aigueperse), 93, 59 (vers Saint-Priest-Bramefant et Saint-Yorre), 210 (vers Thuret et Riom), 94 et 63,
  - à Saint-Denis-Combarnazat : les D 107, 340 (vers Luzillat) et 430,
  - à Saint-André-le-Coq : la D 12a (vers Thuret),
  - à Maringues : les D 55, 43 (vers Limons et Puy-Guillaume), 223 (vers Lezoux et Thiers) et 224 (vers Ennezat et Riom),
  - à Joze : les D 327 (vers Saint-Laure) et 20 (vers Culhat et Lezoux),
  - aux Martres-d'Artière : les D 51 (vers Chavaroux et Chappes), 54 (vers Lussat), 782 (vers Cormède) et 6,
  - à Pont-du-Château : la route nationale 89 (déclassée en route départementale 2089 et renumérotée route métropolitaine 2089), en direction de Lezoux, Thiers et Clermont-Ferrand.

## Tourisme
Liste non exhaustive de sites remarquables :
- Billy : château
- Saint-Germain-des-Fossés : prieuré
- Cusset : anciennes sources thermales
- Vichy : sources thermales
- Randan : Domaine Royal
- Maringues : tanneries de Grandval